# Ivachnová
Ivachnová – wieś i gmina (obec) w powiecie Rużomberk, kraju żylińskim, w północnej Słowacji. Lokowana była w roku 1298 poprzez wydzielenie z obszaru starszej wsi Liptovská Teplá.